# 職業訓練指導員 (自動車製造科)
職業訓練指導員 (自動車製造科)（しょくぎょうくんれんしどういん じどうしゃせいぞうか）は、職業訓練指導員免許のうちの1つ。厚生労働省管轄。

## 受験資格
職業訓練指導員免許の受験資格と試験免除を参照。1級または2級内燃機関組立て技能士の保有者は実務経験不要で、1級合格者は実技と関連学科が免除され、2級合格者は実技が免除される。

## 試験科目

### 学科試験
1. 指導方法（職業訓練原理、教科指導法、訓練生の心理、生活指導及び職業訓練関係法規）
2. 関連学科
  1. 系基礎学科
    1. 自動車工学（自動車　内燃機関　シャシ　電気及び電子装置　車体　燃料及び潤滑油）
    2. 材料（自動車用材料）
    3. 安全衛生（安全管理　衛生管理）
    4. 関係法規（道路運送車両法）

  2. 専攻学科
    1. 製造法（材料力学　機械工作法　製造工程　組立法　調整法　検査法）
    2. 計測・制御工学（計測法　計測機器　制御理論　製造機器制御）

### 実技試験
1. 自動車の組立て及び調整